# Cohenit
Cohenit ist ein eher selten vorkommendes meteoritisches Mineral aus der Mineralklasse der „Element-Minerale“. Es kristallisiert im orthorhombischen Kristallsystem mit der idealisierten Zusammensetzung Fe3C. Da das Mineral in der Natur aber meist geringe Beimengungen an Nickel und Cobalt enthält, wird die Formel oft auch mit (Fe,Ni,Co)3C angegeben. Die in Klammern angegebenen Elemente können sich jeweils gegenseitig vertreten, stehen jedoch immer im selben Mengenverhältnis zum Kohlenstoff.
Cohenit ist auch in dünnen Schichten undurchsichtig (opak) und entwickelt nur millimetergroße, unvollkommen tafelige bis nadelförmige Kristalle oder eutektische dendritische Verwachsungen mit Eisen. Frische Proben sind von zinnweißer Farbe mit metallischem Glanz, allerdings oxidieren die Kristallflächen nach einiger Zeit und die Farbe nimmt einen hellen bronze- bis goldgelben Farbton an.
In der Metallurgie ist die Verbindung Fe3C als Zementit (früher: Cementit) oder auch Eisencarbid bekannt und ein wichtiger Bestandteil in weißem Roh- und Gusseisen sowie Stahl.

## Besondere Eigenschaften
Cohenit ist ein sehr sprödes und stark magnetisches Mineral.
Unter irdischen Bedingungen ist das Mineral nur bei Drücken über 40 kbar stabil, was einer Tiefe von etwa 120 km entspricht. An der Oberfläche zerfällt es sehr langsam in die Minerale Kamacit und Graphit.

## Etymologie und Geschichte
Erstmals entdeckt wurde Cohenit im Magura-Meteoriten im ehemals ungarischen und heute zur Slowakei gehörenden Komitat Árva. Beschrieben wurde das Mineral 1889 von Ernst Weinschenk, der es nach dem deutschen Mineralogen und Petrographen Emil Cohen benannte. Dieser widmete sich in seinen Arbeiten vorwiegend der Struktur von Eisenmeteoriten und der in ihnen enthaltenen Minerale.

## Klassifikation
Die strukturelle Klassifikation der International Mineralogical Association (IMA) zählt den Cohenit zur Gruppe der nicht stöchiometrischen Einfachperowskite mit unbesetzter B-Position in der Perowskit-Supergruppe. Hier ist er das bislang (2025) einzige Mineral in der Cohenit-Untergruppe.
In der mittlerweile veralteten, aber noch gebräuchlichen 8. Auflage der Mineralsystematik nach Strunz gehörte der Cohenit zur Abteilung der „Metalle, Legierungen und intermetallischen Verbindungen“, wo er zusammen mit Haxonit, Hongquiit, Isovit, Khamrabaevit, Niobocarbid, Tantalcarbid und Tongbait die unbenannte Gruppe I/A.09 bildete.
Die seit 2001 gültige und von der International Mineralogical Association (IMA) verwendete 9. Auflage der Strunz’schen Mineralsystematik ordnet den Cohenit dagegen in die neu definierte Abteilung der „Metallischen Kohlenstoff-, Stickstoff- und Phosphorverbindungen“ ein. Diese ist zudem weiter unterteilt nach dem die Verbindung charakterisierenden Verbindungsparter, so dass das Mineral entsprechend seiner Zusammensetzung in der Unterabteilung der „Carbide“ zu finden ist, wo es als einziges Mitglied die unbenannte Gruppe 1.BA.05 bildet.
Die vorwiegend im englischen Sprachraum gebräuchliche Systematik der Minerale nach Dana ordnet den Cohenit ebenfalls in die Klasse der „Element-Minerale“ und dort in die gleichnamige Abteilung. Hier ist er zusammen mit Haxonit und Isovit in der unbenannten Gruppe 01.01.16 innerhalb der Unterabteilung „Elemente: Metallische Elemente außer der Platingruppe“ zu finden.

## Bildung und Fundorte
Cohenit ist Bestandteil von Eisenmeteoriten und in Enstatit-Chondriten. Auf der Erde findet es sich nur in magmatischen Gesteinen, die sekundär durch Eindringen in Kohlenflöze reduziert wurden, wie z. B. am Bühl bei Kassel in Deutschland und bei Qeqertarsuaq in Grönland. Als Begleitminerale treten unter anderem gediegen Eisen, Schreibersit, Troilit und Wüstit auf.
Gefunden wurde das Mineral in verschiedenen Meteoriten, so unter anderem im Allan Hills 84001 in der Antarktis, Campo del Cielo in Argentinien, Cranbourne-Meteoriten in Australien, Uruaçu im brasilianischen Bundesstaat Goiás, Ulasitai-Meteoriten im autonomen chinesischen Bezirk Changji, Toluca-Meteorit in Mexiko, South Dahna-Meteoriten in der Rub al-Chali in Saudi-Arabien, Nagyvázsony-Meteoriten im ungarischen Bakonywald sowie in mehreren, in den Vereinigten Staaten von Amerika gefundenen Meteoriten (Canyon Diablo, Goose Lake Pulaski County, Las Vegas und Odessa).
Des Weiteren fand sich Cohenit auch bei Bukowno und im Morasko-Meteoriten in Polen, bei Chatanga (Khatanga) und in der Kohlegrube „Nr. 45“ bei Kopeisk in Russland.
Auch in Gesteinsproben vom Mond konnte Cohenit nachgewiesen werden.

## Kristallstruktur
Cohenit kristallisiert orthorhombisch in der Raumgruppe Pnma (Raumgruppen-Nr. 62) mit den Gitterparametern a = 5,09 Å; b = 6,75 Å und c = 4,52 Å sowie 4 Formeleinheiten pro Elementarzelle.